# (22106) Tomokoarai
(22106) Tomokoarai est un astéroïde de la ceinture principale.

## Description
(22106) Tomokoarai est un astéroïde de la ceinture principale. Il fut découvert le 5 juillet 2000 à la station Anderson Mesa par le programme LONEOS. Il présente une orbite caractérisée par un demi-grand axe de 2,60 UA, une excentricité de 0,26 et une inclinaison de 24,4° par rapport à l'écliptique.

## Compléments